# Czesław Mackiewicz-Makowski
Czesław Mackiewicz, od 1962 Czesław Mackiewicz-Makowski, od 1972 Czesław Makowski (ur. 1920, zm. 2016), – funkcjonariusz UB i SB w stopniu pułkownika/pułkownika MO. Zastępca szefa wywiadu w latach 1955-1956 i 1961-1964.
Oficer wywiadu PRL pracujący w Londynie, Waszyngtonie i Kairze. Ojciec Aleksandra Makowskiego.

## Życiorys
Pochodził ze Zdunowa pod Płońskiem (według innych źródeł – z podwarszawskiej Falenicy). Pracował jako szewc w Warszawie. Należał do Batalionów Robotniczych. Po upadku stolicy w 1939 r. udał się do Lwowa, gdzie pracował przez pewien czas, po czym w marcu 1940 r. wyjechał do Nowokuźniecka, gdzie pracował jako tokarz w kombinacie; był tam członkiem komitetu organizacyjnego Komsomołu.
Skierowany w 1943 r. do wojska, należał do 1 Korpusu Polskiego w ZSRR. Już w styczniu 1944 r. był zastępcą dowódcy kompanii ds. polityczno-wychowawczych, a w lutym 1944 r. ukończył z pierwszą lokatą Szkołę Oficerów Polityczno-Wychowawczych w Moskwie. Później skierowano go do szkoły NKWD w Kujbyszewie.
W lipcu 1944 r. wstąpił do nowo utworzonego Resortu Bezpieczeństwa Publicznego PKWN i został adiutantem szefa tego resortu Stanisława Radkiewicza.

### Praca w UB
W czerwcu 1945 r. Mackiewicza skierowano do UB w Poznaniu, gdzie zajmował się walką z podziemiem niepodległościowym (w tym WiN i pozostałościami rozwiązanej Armii Krajowej). Był kierownikiem sekcji w Wydziale I. Później został naczelnikiem Wydziału III, a następnie wojewódzkim zastępcą szefa UB. Z pracy w UB w Poznaniu znał się z Mirosławem Czempińskim, ojcem Gromosława.
W 1948 r. przeniesiono go do centrali Ministerstwa Bezpieczeństwa Publicznego w Warszawie. Wg stanu na rok 1950 był naczelnikiem jednego z wydziałów Departamentu I. Jednak w roku 1951 dyrektor Departamentu VII, czyli wywiadu, poprosił o przeniesienie Mackiewicza do swojego departamentu (na stanowisko naczelnika jednego z wydziałów). Od maja 1952 r. naczelnik Wydziału I Departamentu VII MBP (wywiad nielegalny, czyli agenci bez przykrycia dyplomatycznego). 
Od marca 1955 do września 1956 zastępca szefa wywiadu (zastępca dyrektora Departamentu I KdsBP). W tym czasie udało się sprowadzić z Londynu do kraju dwóch czołowych emigracyjnych polityków: premiera rządu RP na uchodźstwie Hugona Hankego, a później byłego premiera rządu RP na uchodźstwie Stanisława Cata-Mackiewicza. Stanowiło to znaczny sukces propagandowy PRL. Obecnie wiadomo, że Hanke był agentem wywiadu PRL już od lipca 1952 r., zaś Cat-Mackiewicz otrzymywał od wywiadu PRL pieniądze.

### Praca w SB
W latach 1957–1961 był I sekretarzem ambasady PRL w Londynie, a faktycznie kierownikiem rezydentury wywiadu. Przypisuje mu się pseudonim „Sulma”.
Po powrocie do kraju był ponownie zastępcą szefa wywiadu (zastępca dyrektora Departamentu I MSW; grudzień 1961 – styczeń 1964).
W roku 1964 wyjechał do USA, by objąć stanowisko radcy ambasady PRL w Waszyngtonie, a faktycznie kierownika rezydentury wywiadu w Waszyngtonie. Pseudonim: „Ret” (patrz Rezydentura „Atlantik”).
Do kraju wrócił w 1968; został przeniesiony na mało istotne stanowisko, co przypisywał wpływom ludzi Moczara. Po dojściu do władzy ekipy Gierka powrócił do wywiadu i w latach 1972-1977 był kierownikiem punktu operacyjnego w Kairze (ponownie pseudonim „Ret”) pod przykryciem radcy ambasady. Na krótki czas w 1978, tuż przed odejściem ze służby, po raz trzeci w karierze został mianowany zastępcą szefa wywiadu. W roku 1981 wyjechał na placówkę dyplomatyczną do Teheranu, gdzie pozostawał do 1984.
Jego syn Aleksander Makowski również został funkcjonariuszem wywiadu PRL.